# 学校法人鹿島学園
学校法人鹿島学園（がっこうほうじん かしまがくえん）とは、茨城県鹿嶋市に法人本部を置く学校法人。

## 概要
- 理事長は大森伸一。
- 法人としては鹿島学園高等学校一校のみを設置しているが、他2校と姉妹校提携をしている。

## 設置校
- 鹿島学園高等学校
  - 鹿島学園高等学校通信制課程東京校

## 提携校
- 鹿島朝日高等学校 -朝日塾中等教育学校を運営する学校法人みつ朝日学園による広域通信制高校。旧名は朝日塾国際高等学校。
- 鹿島山北高等学校 -理事長の大森が社長を務める「株式会社山北学園」による株式会社立の広域通信制高校。